# Andreas Greiner
Andreas Greiner (* 19. November 1959 in Steinach) ist ein ehemaliger deutscher Skispringer.
Greiner bestritt am 26. Januar 1980 sein einziges Weltcup-Springen im polnischen Zakopane. Mit Platz 13 auf der Großschanze konnte er dabei seine ersten 3 Weltcup-Punkte gewinnen und beendete die Weltcup-Saison 1979/80 auf dem 92. Platz in der Gesamtwertung.